# Раттан Лал
Раттан Лал (5 вересня 1944 , Пенджаб, Британська Індія ) — американський учений-грунтознавець індійського походження. Його роботи присвячені можливостям грунтів сприяти вирішенню таких глобальних проблем, як зміна клімату, продовольча безпека і якість води.

## Біографія
Індус. В 1948 році, коли йому було п'ять років, його родина втекла з Пакистану до Індії. Закінчив Punjab Agricultural University (бакалавр агрокультури, 1963). В 1965 році отримав ступінь магістра з грунтів в Індійському інституті сільськогосподарських досліджень, а в 1968 році — доктора філософії також з грунтів в Університеті штату Огайо (США), в тому ж році був прийнятий в Sigma Xi. В 1968—1969 роках дослідний фелло Сіднейського університету (Австралія). З 1970 по 1987 рік працював в International Institute of Tropical Agriculture (Ібадан, Нігерія), до 1984 року як фахівець з фізики ґрунтів. З 1987 року в Університеті штату Огайо: спочатку асоційований професор, з 1989 року професор, з 2011 року заслужений Університетський професор. В 2000 році заснував CMSC (Carbon Management and Sequestration Center), директором якого є на 2020. Також з 2009 року професор Ісландського університету в Рейк'явіку.
Опублікував понад 2 тис. робіт, в тому числі 22 книги. Його h-індекс> 100. Автор праць, що охоплюють тематику від ґрунтових екосистем і впливу систем обробітку грунту до глобальної продовольчої безпеки та поглинання вуглецю в грунті.

## Нагороди та визнання
- 1987: Dedicated Service Award, International Institute of Tropical Agriculture[en]
- 1988: International Soil Science Award, Soil Science Society of America[en]
- 1992: фелло TWAS
- 1994: Distinguished Scholar Award Університету штату Огайо
- 1995: International Agronomy Award, American Society of Agronomy[en]
- 1996: Фелло Американської асоціації сприяння розвитку науки
- 1998: Hugh Hammond Bennett Award, Soil and Water Conservation Society[en]
- 1998: фелло National Academy of Agricultural Sciences[en] Індії
- 2005: Borlaug Award[en]
- 2006: IUSS Von Liebig Award
- 2006—2007: президент Soil Science Society of America[en]
- 2012: Почесний член ISSS
- 2014, 2015, 2016: Thomson Reuters Highly Cited Researcher
- 2016: Atlas Award
- 2017—2018: президент Міжнародного союзу ґрунтознавців
- 2018: World Agriculture Prize, GCHERA[1][2]
- 2018: Glinka World Soil Prize[en][3]
- 2019: Премія Японії[4]